# YUBA liga 1996-1997
La YUBA liga 1996-1997 è stata la quinta edizione del massimo campionato jugoslavo di pallacanestro maschile. La vittoria finale è stata ad appannaggio del Partizan Belgrado.

## Regular season
|     | Squadra               | G  | V  | P  | PF    | PS    | Pt. | Qualificazione |
| --- | --------------------- | -- | -- | -- | ----- | ----- | --- | -------------- |
| 1.  | Partizan Belgrado     | 26 | 20 | 6  | 2.166 | 1.859 | 46  | playoff        |
| 2.  | Beobanka Belgrado     | 26 | 19 | 7  | 2.059 | 1.901 | 45  | playoff        |
| 3.  | FMP Železnik          | 26 | 18 | 8  | 1.993 | 1.855 | 44  | playoff        |
| 4.  | Budućnost Podgorica   | 26 | 17 | 9  | 2.049 | 1.925 | 44  | playoff        |
| 5.  | BFC Beočin            | 26 | 17 | 9  | 1.987 | 1.852 | 42  | playoff        |
| 6.  | Spartak Subotica      | 26 | 14 | 12 | 2.042 | 2.080 | 40  | playoff        |
| 7.  | Mornar Bar            | 26 | 13 | 13 | 1.952 | 2.089 | 39  | playoff        |
| 8.  | Lovćen Cetinje        | 26 | 12 | 14 | 1.840 | 1.872 | 38  | playoff        |
| 9.  | Borovica Ruma         | 26 | 11 | 15 | 2.081 | 2.190 | 37  |                |
| 10. | Iva Zorka Farma Šabac | 26 | 11 | 15 | 2.060 | 2.031 | 37  |                |
| 11. | Radnički Belgrado     | 26 | 11 | 15 | 1.956 | 2.033 | 37  |                |
| 12. | Stella Rossa Belgrado | 26 | 10 | 16 | 2.042 | 2.100 | 36  |                |
| 13. | Borac Čačak           | 26 | 7  | 19 | 2.129 | 2.265 | 33  | retrocesse     |
| 14. | Vojvodina Novi Sad    | 26 | 1  | 25 | 1.902 | 2.206 | 26  | retrocesse     |

## Playoff
| YUBA liga 1996-1997         |
| --------------------------- |
| Partizan Belgrado 3º titolo |

## Formazione vincitrice
| N° | Naz.                  | Ruolo | Sportivo           |  | Alt. |  |
| -- | --------------------- | ----- | ------------------ |  | ---- |  |
|    | Jugoslavia (bandiera) | G     | Miroslav Berić     |  | 200  |  |
|    | Jugoslavia (bandiera) | C     | Predrag Drobnjak   |  | 211  |  |
|    | Jugoslavia (bandiera) | C     | Dejan Koturović    |  | 213  |  |
|    | Jugoslavia (bandiera) | G     | Haris Brkić        |  | 198  |  |
|    | Jugoslavia (bandiera) | C     | Dejan Tomašević    |  | 208  |  |
|    | Jugoslavia (bandiera) | A     | Aleksandar Čubrilo |  | 207  |  |
|    | Jugoslavia (bandiera) | P     | Dragan Lukovski    |  | 185  |  |
|    | Jugoslavia (bandiera) | P     | Dragoljub Vidačić  |  | 189  |  |
|    | Jugoslavia (bandiera) |       | Mišel Lazarević    |  |      |  |
|    | Jugoslavia (bandiera) |       | Vladimir Vidačić   |  |      |  |
|    | Jugoslavia (bandiera) | GA    | Vladimir Petrović  |  | 198  |  |
|    | Jugoslavia (bandiera) | C     | Ratko Varda        |  | 216  |  |
|    | Jugoslavia (bandiera) | AP    | Milan Dozet        |  | 203  |  |
|    | Jugoslavia (bandiera) | All.  | Miroslav Nikolić   |  |      |  |